# عصوية ذهبية محولة للجنسينوسيد
عصوية ذهبية محولة للجنسينوسيد (الاسم العلمي: Chryseobacterium ginsenosidimutans) هي نوع من البكتيريا، سلبية الغرام، تتبع جنس عصوية ذهبية.